# Петриченко Василь Флорович
Василь Флорович Петриченко (* 9 вересня 1956, Умань, Черкаська область, УРСР) — український вчений у галузі рослинництва, доктор сільськогосподарських наук (1995), професор (1997), академік НААН (2010), заслужений діяч науки і техніки України (2004).

## Біографія
Народився 9 вересня 1956 року в місті Умань, Черкаської області. У 1963 році розпочав навчання у восьмирічній школі села Гродзеве (Уманський район).
З 1971 по 1975 рік навчався у Городищенському радгоспі-технікумі і здобув спеціальність агронома-плодоовочівника.
З березня 1975 р. працює агрономом-плодоовочівником у колгоспі ім. Жданова Уманського району. 1975-1977 рр. — роки служби в Радянській армії.
З грудня 1977 року — слухач, а з 1978 по січень 1983 року — студент агрономічного факультету Уманського сільськогосподарського інституту.
З 1983 по 1985 р. працює головним агрономом колгоспу «Червона Зірка» села Конельська Попівка, Жашківського району Черкаської області.
З 1985 р. — в Інституті кормів УААН. Пройшов шлях від молодшого наукового співробітника до директора Інституту кормів УААН.
У 1989 році захистив кандидатську дисертацію на тему: «Формування врожаю і продуктивність сої на насіння, при вапнуванні, внесенні мінеральних добрив та інокуляції в умовах центрального Лісостепу УРСР», а у 1995 році — докторську дисертацію на тему: «Наукове обґрунтування агротехнічних заходів підвищення урожайності та якості насіння сої в Лісостепу Україн»и за спеціальністю 06.01.09 — рослинництво.
У 1997 році Василю Петриченку присвоєно вчене звання професор, а у 2004 р. — почесне звання «Заслужений діяч науки і техніки України».
З вересня 1998 по грудень 2002 року працював проректором з наукової роботи у Вінницькому державному аграрному університеті.
З січня 2003 по березень 2011 року — директор Інституту кормів НААН.
З березня 2011 по квітень 2013 року — перший віце-президент НААН.
З квітня 2013 року по серпень 2014 — президент НААН.

## Наукові здобутки
Василь Петриченко підготував трьох докторів і 20 кандидатів наук за спеціальностями 06.01.12 — кормовиробництво і луківництво та 06.01.09 — рослинництво.
У 2007 році Василя Петриченка обрано членом-кореспондентом УААН за напрямом кормовиробництво, а у 2010 р. — дійсним членом (академіком) НААН за напрямом кормовиробництво і луківництво.
Він є автором 433 наукових праць, у тому числі 28 книг і навчальних посібників, має 82 авторських свідоцтва та патенти на винаходи України й Росії. У 2009 році його обрано членом Оргкомітету Європейської федерації луківників.